# Vỉa chứa dầu khí

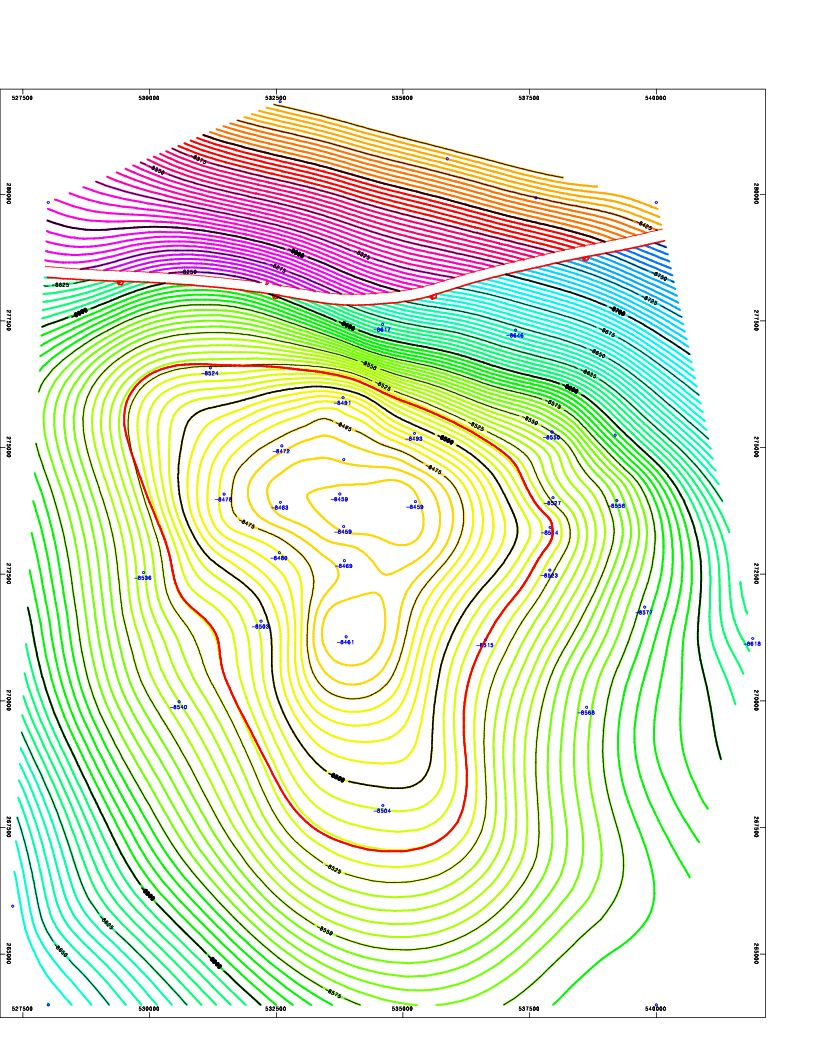
Bản đồ cấu trúc, nhìn từ trên xuống, được thực hiện bởi phần mềm contour map (đường đồng mức) cho vỉa dầu khí ở độ sâu 8,500 ft ở mỏ dầu Erath, Erath, Louisiana. Khoảng trống từ trái qua phải nằm gần ngay đỉnh bản đồ cho thấy đường đứt gãy (fault line) ở giữa đường đồng mức màu xanh dương, xanh lá và đường đồng mức màu tím, đỏ, vàng. Các đường đồng mức mỏng đỏ tròn ở giữa bản đồ cho ta thấy đầu của vỉa chứa. Bởi vì khí đốt nổi trên dầu, đường đồng mức mỏng đỏ đánh dấu khu vực tiếp xúc của khí/dầu.

Vỉa chứa dầu mỏ (Tiếng Anh: Petroleum reservior) hay vỉa chứa dầu khí là một bể chứa tự nhiên nằm dưới bề mặt lớp vỏ Trái Đất chứa các hợp chất hữu cơ hydrocarbons bên trong những lớp đá trầm tích (rock formations) có độ rỗng (porosity) hoặc có các khe nứt (fracture). Vỉa chứa dầu mỏ được phân loại chung thành vỉa truyền thống (conventional) và vỉa phi truyền thống (unconventional reservoirs). Đối với vỉa truyền thống, các hợp chất hữu cơ hydrocarbon diễn ra tự nhiên, như dầu thô hay khí tự nhiên bị bẩy bởi những lớp đá đè lên trên có tính thấm thấp hơn, trong khi đó vỉa phi truyền thống, những lớp đá có độ rỗng cao và tính thấm thấp, giữ cho các hợp chất hữu cơ bẫy bên trong, cho nên không cần đá chắn. Các vỉa dầu mỏ được tìm thấy bằng phương pháp thăm dò dầu khí hay thăm dò hydrocarbon.

## Mỏ dầu

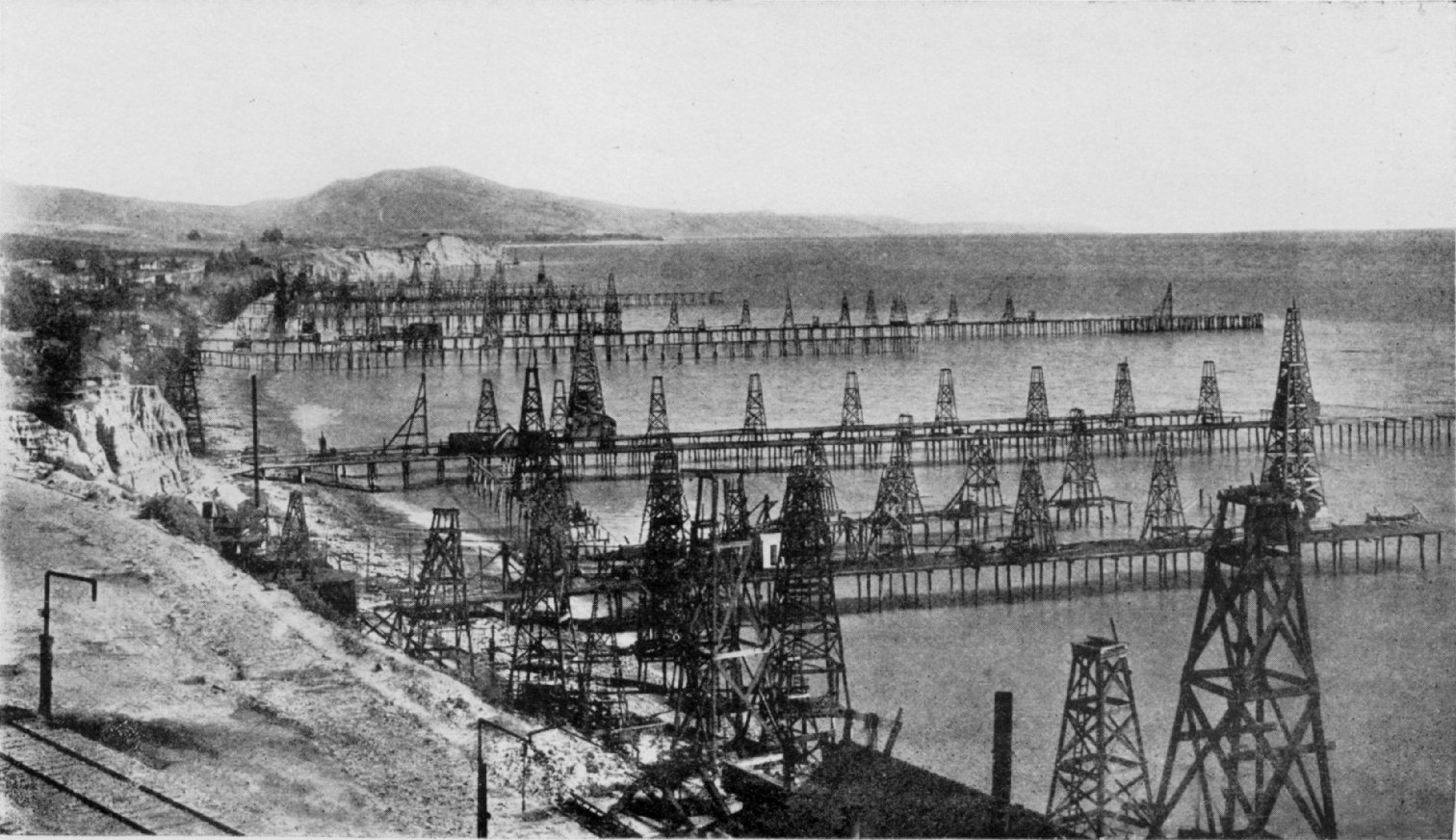
Một mỏ dầu với hàng tá giếng dầu đang được khai thác. Đây là mỏ Summerland, gần Santa Barbara, California, trước năm 1906.

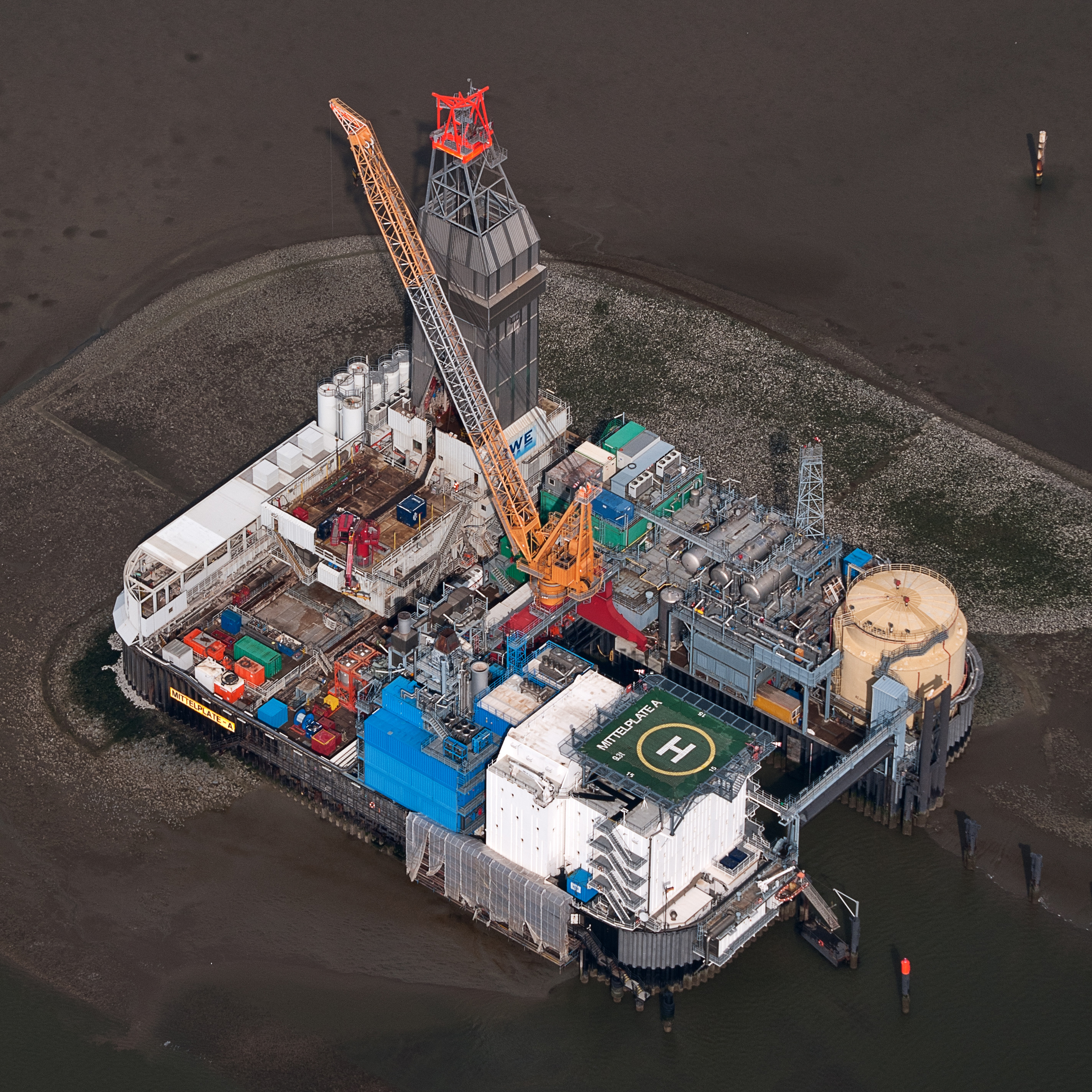
Mỏ Mittelplate nằm ở Biển Bắc.

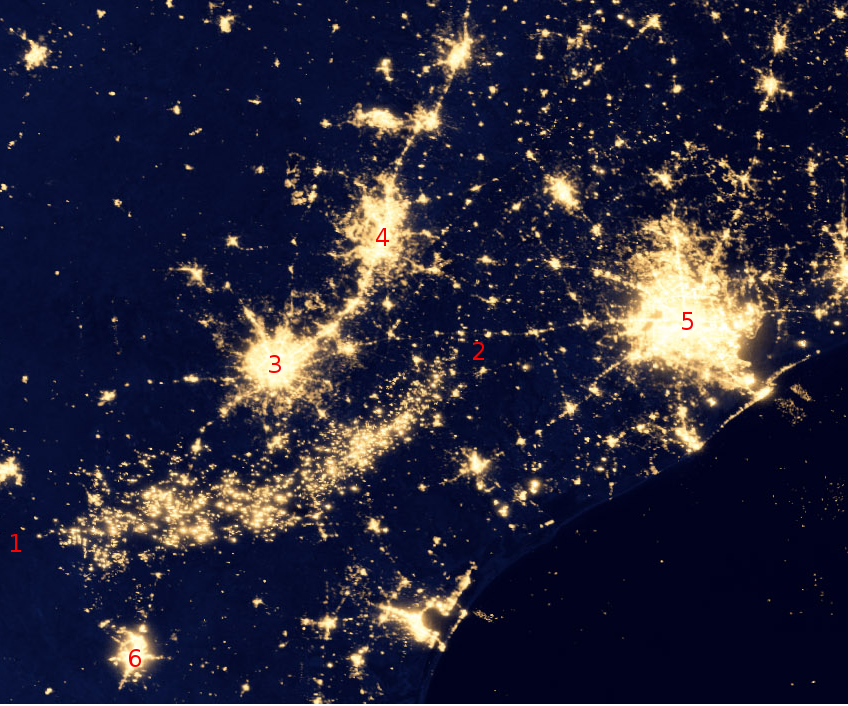
Ngọn lửa đá phiến sét Eagle Ford có thể nhìn thấy từ không gian (bước sóng xanh lục và hồng ngoại), ngay vòng cung giữa "1" và "2", giữa các thành phố ở phía đông nam Texas năm 2012.

Mỏ dầu (Oil field) là một khu vực khai thác với sự tập trung các bể chứa tự nhiên có khả năng tích trữ dầu khí nằm dưới bề mặt của lớp vỏ Trái Đất, trong đó dầu mỏ bị bẩy bên trong những lớp đá có độ rỗng được bịt kín và có khả chống thấm nước. Nói cách khác, diện tích trên bề mặt nằm phía trên bẩy chứa dầu khí cũng được gọi là mỏ dầu.
Bởi vì các vỉa chứa dầu điển hình có khả năng bao phủ một khu vực rộng lớn kéo dài đến hàng trăm ki-lô-mét, để có thể khai thác toàn bộ cần đòi hỏi rất nhiều giếng dầu nằm rải rác trên một số khu vực nhất định. Ngoài ra, còn có những giếng dầu đang trong hoạt động thăm dò tìm kiếm xung quanh vỉa, các đường ống vận chuyển dầu khí, và các thiết bị chức năng hỗ trợ.
Bên cạnh đó, các mỏ dầu khí nằm cách xa khu vực dân cư sinh sống, vì thế hình thành khai thác mỏ thường là những nhiệm vụ cực kì phức tạp trong việc tổ chức cung ứng vận chuyển. Điều này có thể vượt qua yêu cầu khai thác đơn thuần, để bao gồm các cơ sở hạ tầng liên kết. Ví dụ, các công nhân, kỹ sư dầu khí yêu cầu đòi hỏi nơi ăn ở để cho phép họ có thể làm việc trên các giàn khoan hay các nơi chứa mỏ dầu khí. Nói cách khác, phòng ở và trang thiết bị cần phải có điện nước. Ở những nói có khí hậu khắc nghiệt, những đường ống vận chuyển dầu khí cần phải được sưởi ấm. Cho nên, khí đốt dư thừa có thể bị rò rỉ ra bên ngoài nếu không có cách nào tận dụng nó - đòi hỏi phải có lò sưởi, ống khói, và đường ống để vận chuyển đến lò sưởi.
Vì thế, các mỏ dầu khí điển hình được coi như những thị trấn nhỏ độc lập nằm giữa khu vực rộng lớn cùng với các thiết bị khoan khai thác hay  thiết bị bơm lấy dầu mỏ (pump jacks) mà trong thuật ngữ chuyên ngành dầu khí gọi là "nodding donkeys" bởi vì cánh tay đòn bẩy của thiết bị. Các tập đoàn công ty dầu khí trên thế giới như Hill International, Bechtel, Esso, Weatherford International, Schlumberger Limited, Baker Hughes và Halliburton có riêng cho mình những bộ phận chuyên môn hóa đóng vai trò thực hiện xây dựng quy mô lớn về cơ cấu hạ tầng dầu khí cũng như cung cấp các dịch vụ đặc thù để khai thác mỏ dầu một cách hiệu quả.
Đã có hơn 40.000 mỏ dầu nằm rải rác trên toàn cầu, trên đất liền và ngoài khơi. Mỏ dầu khí lớn nhất nằm ở Cánh đồng Ghawar ở Ả Rập Saudi và Cánh đồng Burgan ở Kuwait, với hơn 60 tỷ thùng (9.5×109 m3) ước tính theo mỗi thùng. Hầu hết các mỏ dầu khí rất nhỏ. Theo Bộ Năng lượng Hoa Kỳ (Cơ quan Thông tin Năng lượng), tính đến năm 2003, chỉ riêng Hoa Kỳ đã có hơn 30.000 mỏ dầu.
Trong thời đại hiện nay, vị trí của các mỏ dầu có trữ lượng dầu quy mô lớn có vai trò thiết yếu cơ bản trong nhiều cuộc xung đột địa chính trị.
Thuật ngữ "mỏ dầu khí" cũng được sử dụng như một cách viết tắt để chỉ toàn bộ ngành dầu khí. Tuy nhiên, chính xác hơn là chia ngành công nghiệp dầu mỏ thành ba lĩnh vực: thượng nguồn (sản xuất thô từ giếng và tách nước từ dầu), giữa nguồn (vận chuyển đường ống và tàu chở dầu thô) và hạ nguồn (tinh chế, tiếp thị các sản phẩm tinh chế và vận chuyển đến kho chứa xăng dầu).

## Mỏ khí đốt

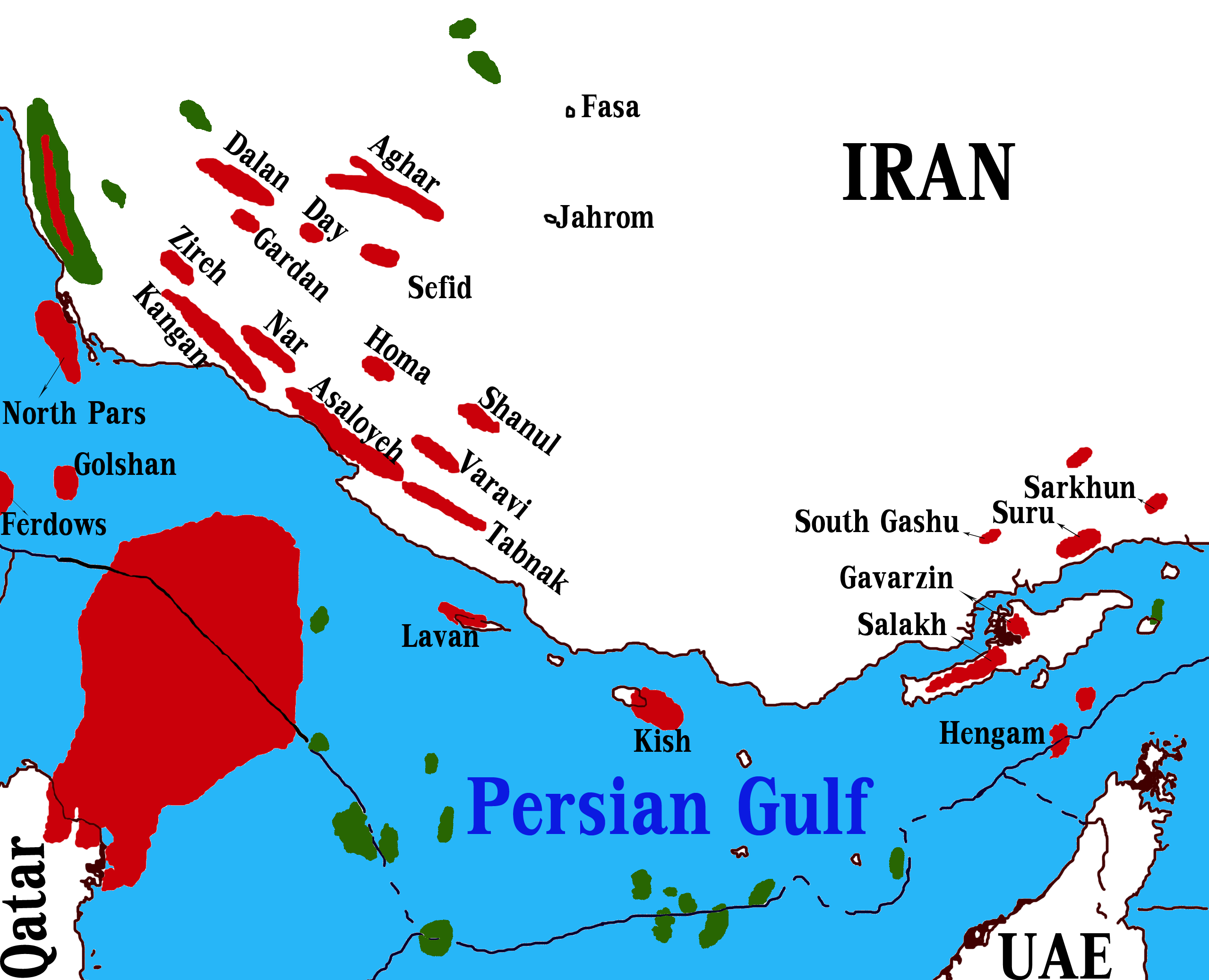
Vị trí mỏ khí đốt ở Iran

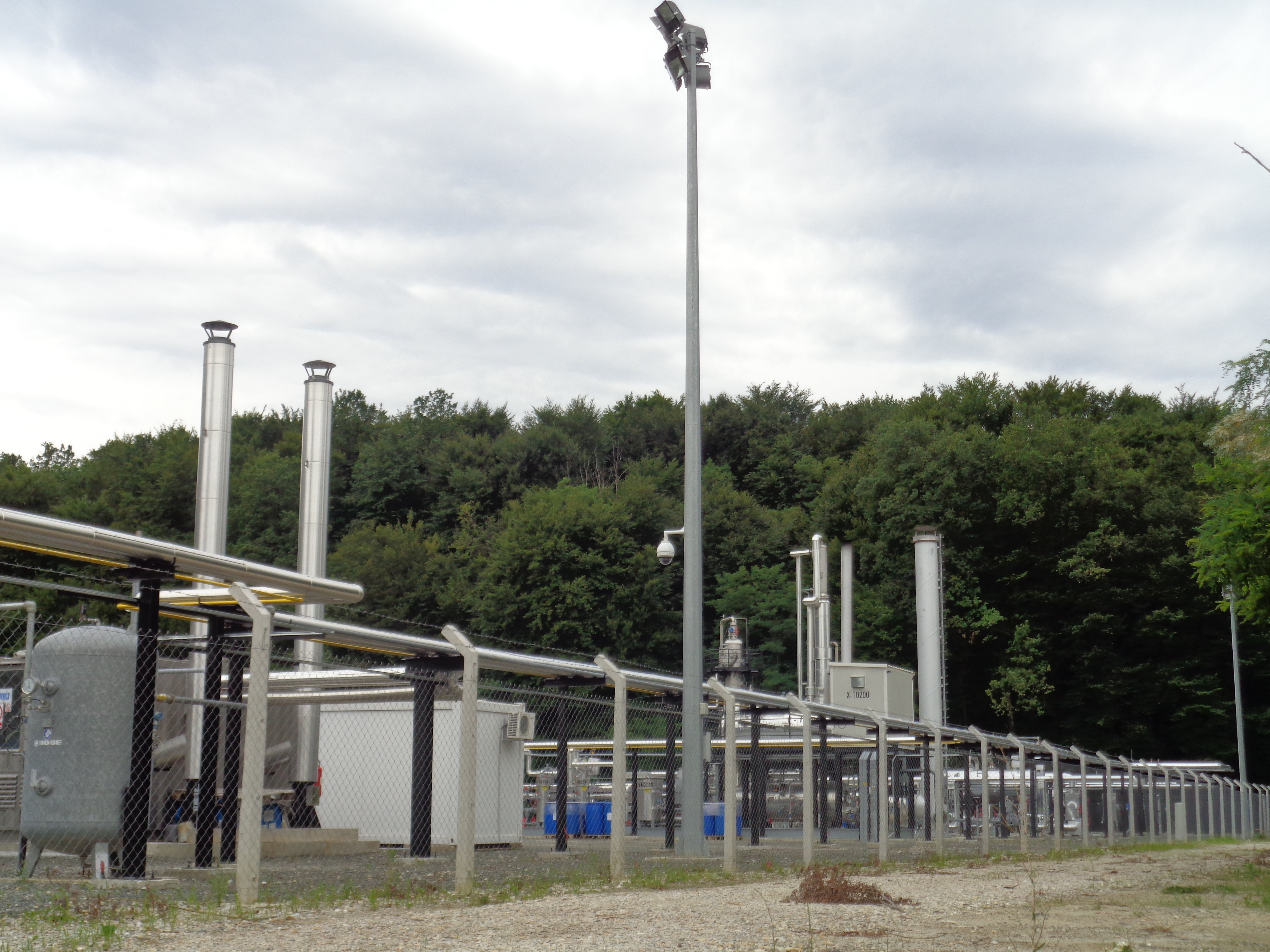
Cơ sở Khí Đốt Vučkovec, Croatia

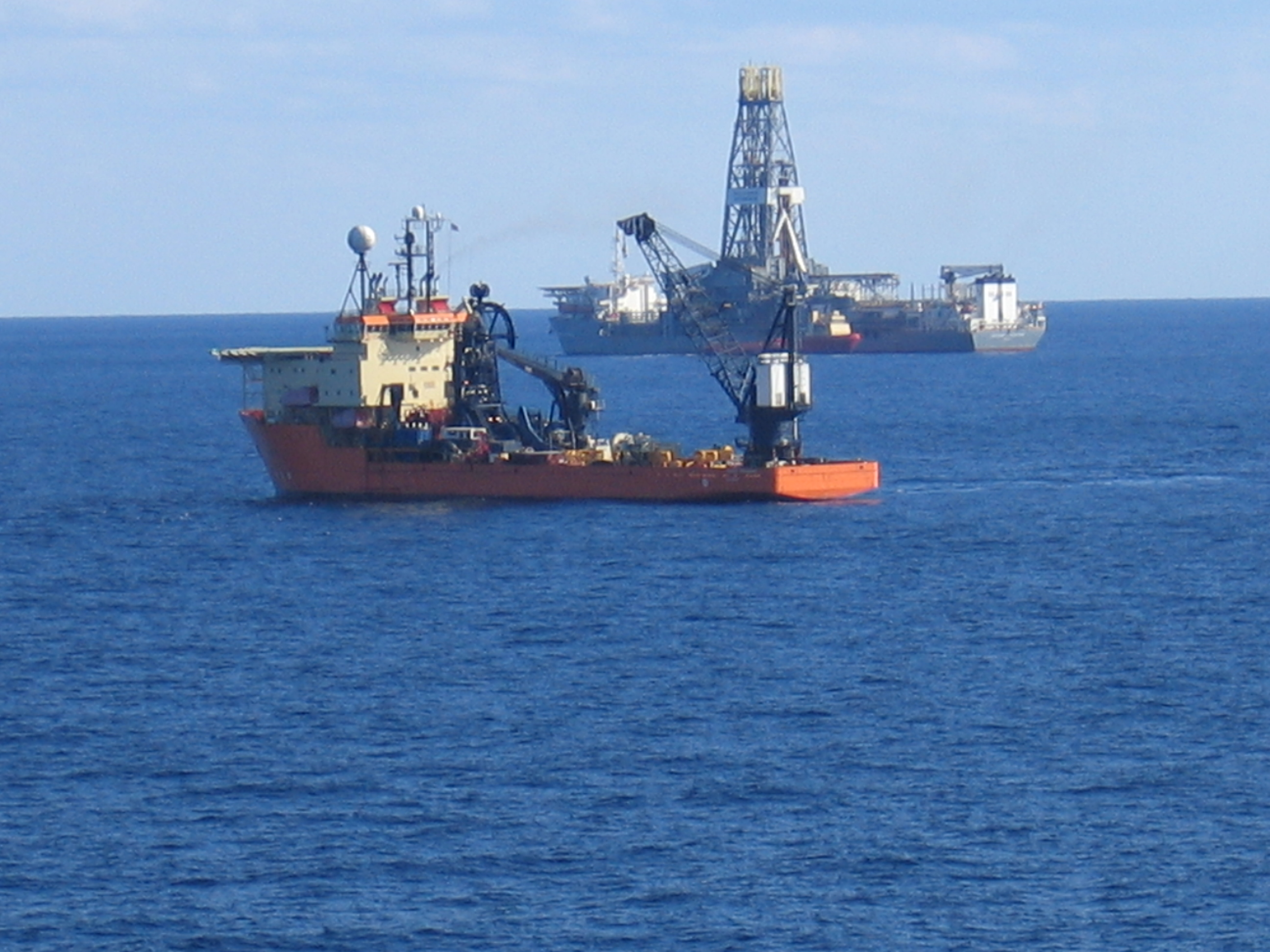
Tàu khoan khai thác Discoverer Enterprise ở phía đằng xa, tại nơi làm việc trong giai đoạn thăm dò một mỏ dầu mới nằm ngoài khơi. Tàu hỗ trợ Toisa Perseus nằm ở phía trước, minh họa một phần của hậu cần của hoạt động thăm dò và khai thác dầu khí ngoài khơi.

Khí đốt tự nhiên, bắt nguồn từ cùng một địa chất nhiệt nứt quá trình chuyển đổi khí thành dầu. Như một điều tất yếu, dầu khí đốt tự nhiên thường được phát hiện cùng với nhau. Trong khai thác thông thường, lớp lắng đọng chứa một lượng lớn dầu được gọi là mỏ dầu và ngược lại chứa một lượng lớn khí đốt tự nhiên được gọi là mỏ khí đốt.
Nhìn chung, lớp trầm tích hữu cơ bị chôn vùi ở độ sâu từ 1.000m đến 6.000m (ở nhiệt độ khoảng 60 °C đến 150 °C) sinh ra dầu, trong khi đó lớp trầm tích bị chôn vùi độ cao sâu hơn và ở nhiệt độ lớn hơn tạo ra khí đốt tự nhiên. Nguồn càng sâu, khí "càng khô" (nghĩa là tỷ lệ ngưng tụ trong khí càng nhỏ). Bởi vì cả dầu và khí tự nhiên đều nhẹ hơn nước, chúng có xu hướng tăng lên từ nguồn của chúng cho đến khi chúng thấm lên bề mặt hoặc bị giữ lại bởi một cái bẫy địa tầng không thấm. Chúng có thể được trích xuất từ bẫy bằng cách khoan.
Mỏ khí tự nhiên lớn nhất thế giới là mỏ khí Nam Pars/Asalouyeh, được chia sẻ chung giữa Iran và Qatar. Mỏ khí tự nhiên lớn thứ hai và thứ ba lần lượt là mỏ khí Urengoy, và mỏ khí Yamburg, tất cả đều nằm ở Nga.
Cũng giống như dầu và khí tự nhiên thường được tìm thấy dưới các đại dương, ví dụ như các mỏ khí ngoài khơi như Biển Bắc, Trường khí Corrib ngoài khơi Ireland và gần đảo Sable. Công nghệ khai thác và vận chuyển khí đốt tự nhiên ngoài khơi khác biệt so với việc khai thác  trên đất liền. Một số giàn khoan ngoài khơi thường rất lớn, bỏi vì những khó khăn về chi phí và hậu cần khi làm việc trên mặt nước.
Giá xăng dầu tăng vào đầu thế kỷ 21 đã khuyến khích các thợ khoan thăm lại các lĩnh vực mà trước đây không được coi là có hiệu quả kinh tế. Ví dụ, vào năm 2008, Freeport McMoRan đã vượt qua độ sâu khoan hơn 32.000 feet (9754 m) (giếng thử nghiệm sâu nhất trong lịch sử sản xuất khí đốt) tại  Blackbeard ở Vịnh Mexico. Giàn khoan của Exxon Mobil đã đạt 30.000 feet vào năm 2006, tuy nhiên không tìm thấy khí đốt.

## Sự hình thành
Dầu thô được tìm thấy trong tất cả các bể chứa dầu được hình thành trong vỏ Trái Đất từ phần còn lại của những sinh vật từng tồn tại. Bằng chứng chỉ ra rằng hàng triệu năm dưới tác động của nhiệt và áp suất đã thay đổi phần còn lại của thực vật và động vật cực nhỏ thành dầu và khí tự nhiên.

Roy Nurmi, một cố vấn phiên dịch cho công ty dịch vụ mỏ dầu Schlumberger, đã mô tả quy trình như sau: 
Sinh vật phù du và tảo, protein cùng với sự sống trôi nổi trên biển, khi chết đi và rơi xuống đáy, thì những sinh vật này sẽ là nguồn cung cấp dầu và khí đốt của chúng ta. Khi chúng được chôn cùng với lớp trầm tích tích lũy và đạt đến nhiệt độ thích hợp, cùng vài một điều kiện thích hợp khoảng 50 đến 70 ° C chúng bắt đầu chuyển hóa. Sự biến đổi này, đã thay đổi này chúng thành các hydrocarbon lỏng di chuyển, và sẽ trở thành vỉa chứa dầu khí của chúng ta.

   Ngoài môi trường nước, thường là biển nhưng cũng có thể là sông, hồ, rạn san hô hoặc thảm tảo, việc hình thành một vỉa chứa dầu khí cũng đòi hỏi một lưu vực trầm tích đi qua bốn bước:
- Chôn sâu dưới cát và bùn.
- Áp suất tạo ra.
- Sự dịch chuyển của các dòng hydrocarbon từ nơi bắt đầu đến đá sinh.
- Đá từ các bẩy có khả năng chống thấm cao.

Thời gian cũng là một cân nhắc quan trọng; Có ý kiến cho rằng Thung lũng sông Ohio có thể đã có nhiều dầu như Trung Đông cùng một lúc, nhưng nó đã trốn thoát do thiếu bẫy. Mặt khác, Biển Bắc đã chịu đựng hàng triệu năm thay đổi mực nước biển dẫn đến thành công hình thành hơn 150 mỏ dầu.
Mặc dù quá trình nói chung là như nhau, các yếu tố môi trường khác nhau dẫn đến việc tạo ra một loạt các vỉa chứa. Vỉa chứa tồn tại bất cứ nơi nào từ bề mặt đất lên đến 30.000 ft (9.000 m) bên dưới bề mặt cùng với đó là một loạt các hình dạng, kích cỡ và độ tuổi khác nhau. Trong những năm gần đây, các vỉa đá magma  đã trở thành một mỏ khai thác dầu quan trọng mới, đặc biệt là trong các thành tạo trachyte và bazan. Hai loại vỉa chứa này khác nhau về hàm lượng dầu và tính chất vật lý cũng như kết nối đứt gãy, kết nối lỗ rỗng và độ xốp của đá.

### Bẫy dầu khí
Một cái bẫy được hình thành khi các lực nổi thúc đẩy sự di chuyển lên của hydrocarbon thông qua một loại đá thấm có thể vượt qua lực mao dẫn của môi trường bịt kín. Thời điểm hình thành bẫy liên quan đến quá trình sản xuất và dịch chuyển của dầu là điều rất quan trọng để đảm bảo được vỉa chứa có thể hình thành.
Các nhà địa chất dầu khí phân loại các  bẫy thành ba loại phân biệt dựa trên đặc điểm cấu trúc địa chất của chúng: bẫy cấu trúc, bẫy địa tầng và bẫy thủy động (ít phổ biến hơn nhiều). Các cơ chế bẫy đối với nhiều vỉa chứa dầu khí có một số đặc điểm kết cấu riêng biệt từ nhiều loại khác nhau và có thể được gọi là bẫy kết hợp. Bẫy có thể là bẫy cấu trúc (trong các tầng bị biến dạng như nếp gấp và đứt gãy) hoặc bẫy địa tầng (trong các khu vực nơi các loại đá thay đổi, chẳng hạn như sự không phù hợp, độ chụm và đá ngầm).  Bẫy là một thành phần thiết yếu của một hệ thống dầu khí.

#### Các bẫy cấu trúc
Bẫy cấu trúc được hình thành dựa trên kết quả của sự thay đổi lớp dưới bề mặt Trái Đất do các quá trình như uốn nếp và đứt gãy, dẫn đến sự hình thành của các dạng vòm, nếp lồi, và nếp uốn.

Các loại bẫy dễ dàng được phác họa và có ý nghĩa thực tiễn về sau hơn so với các kết cấu địa tầng của chúng, phần lớn trữ lượng xăng dầu toàn cầu được tìm thấy trong các bẫy kết cấu.

Các bẩy cấu trúc; màu xanh dương: đá sinh, màu vàng: đá chứa, màu xanh lá: đá chắn, màu đỏ: hydrocarbon
Bẩy cấu trúc bên trong nếp lồi (Anticline)
Bẫy cấu trúc dọc theo mặt phẳng đường đứt gãy
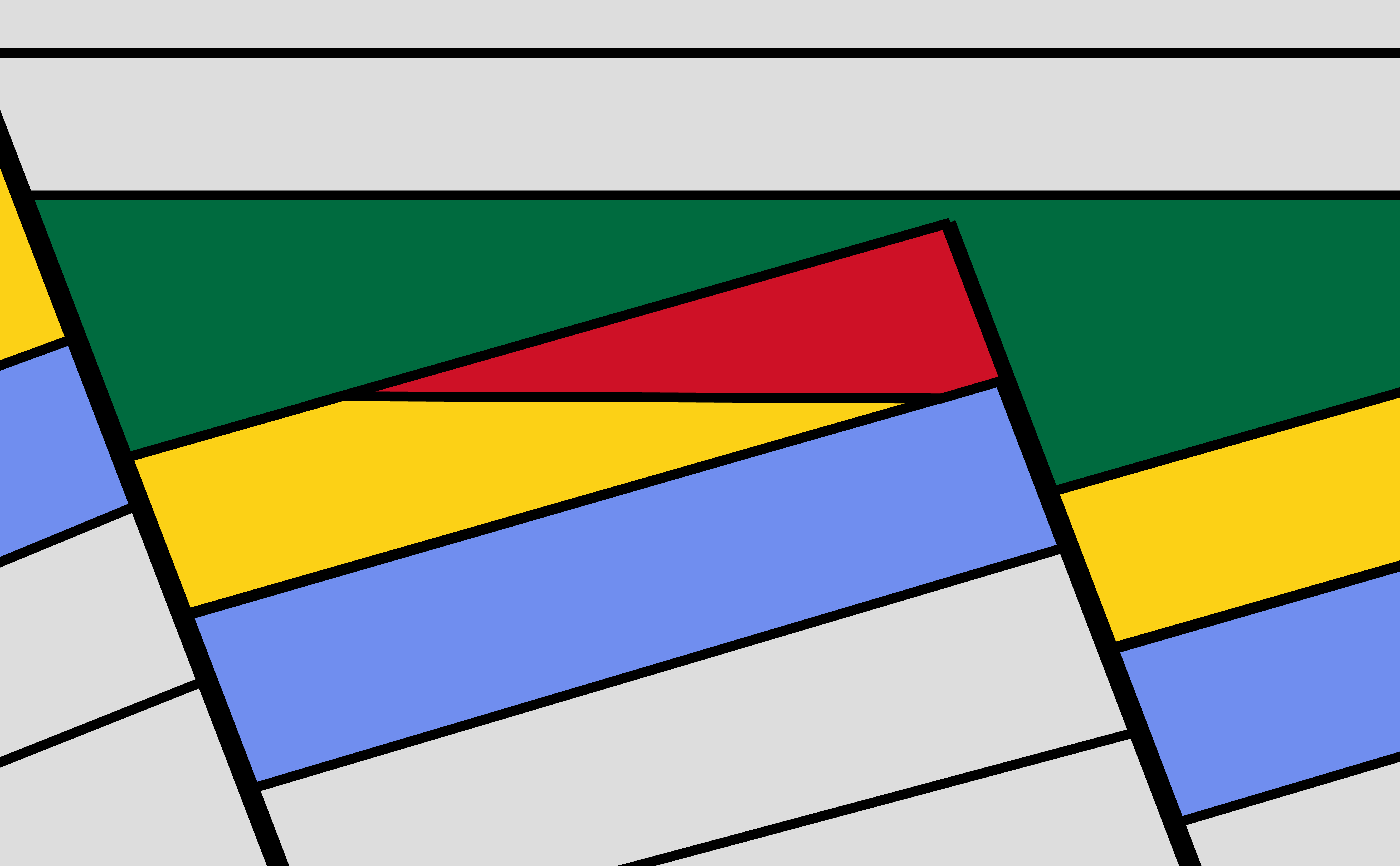
Bẫy kết cấu địa tầng bên trong khối nghiêng (tilted block) bao bọc bởi đá bùn

#### Các bẫy địa tầng
Địa tầng bẫy được hình thành như là một kết quả của bên và dọc biến trong dày, kết cấu xốp, hoặc thành của các hồ chứa nước đá. Ví dụ về các loại bẫy này là một chỉnh hợp bẫy, một ống kính bẫy và một reef bẫy.

Các bẫy Địa Tầng; màu xanh: đá nguồn, màu vàng: đá chứa, màu xanh lá cây: đá chắn, màu đỏ: hydrocarbon
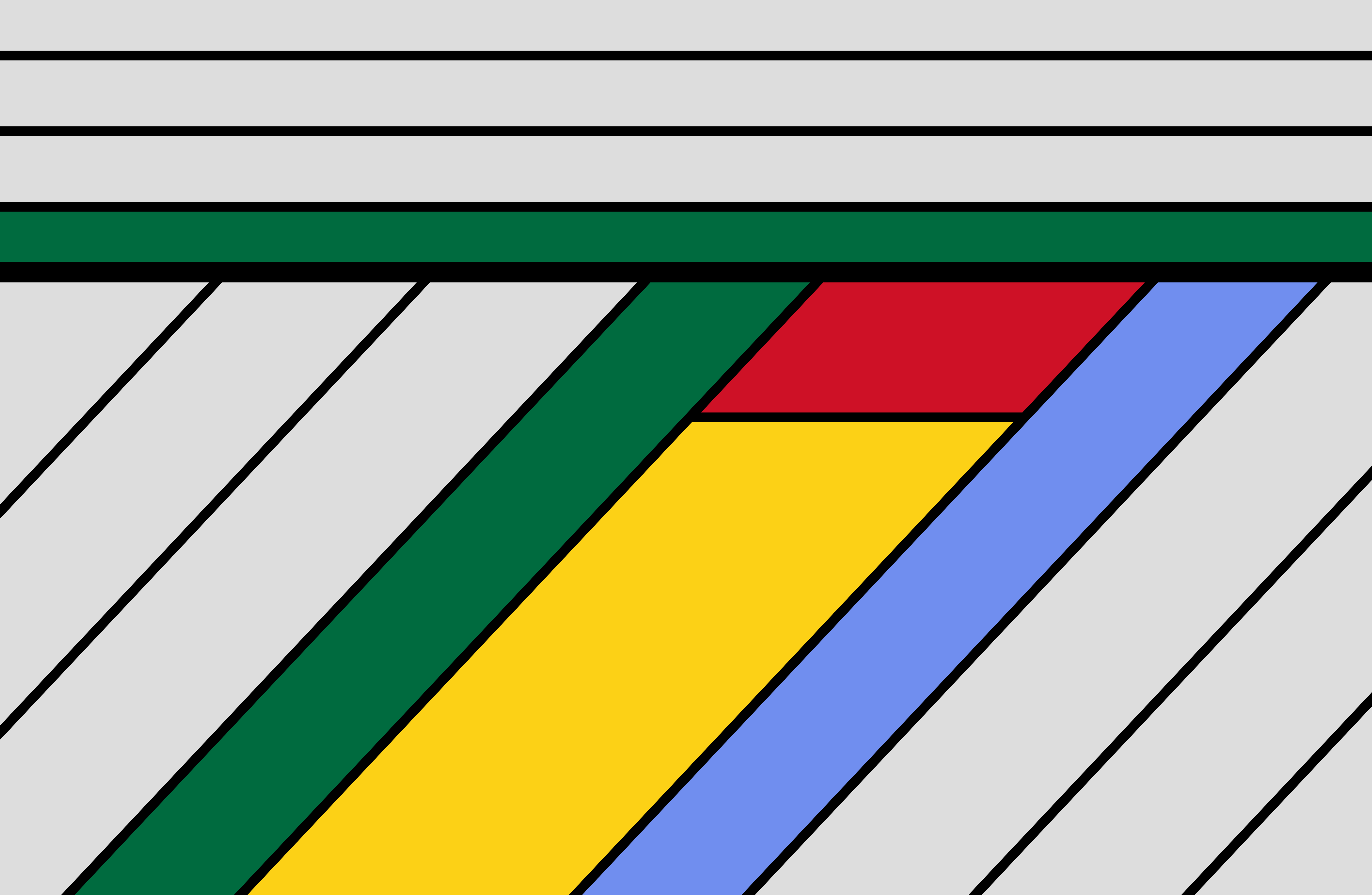
Địa tầng dưới một cái bẫy chỉnh hợp.
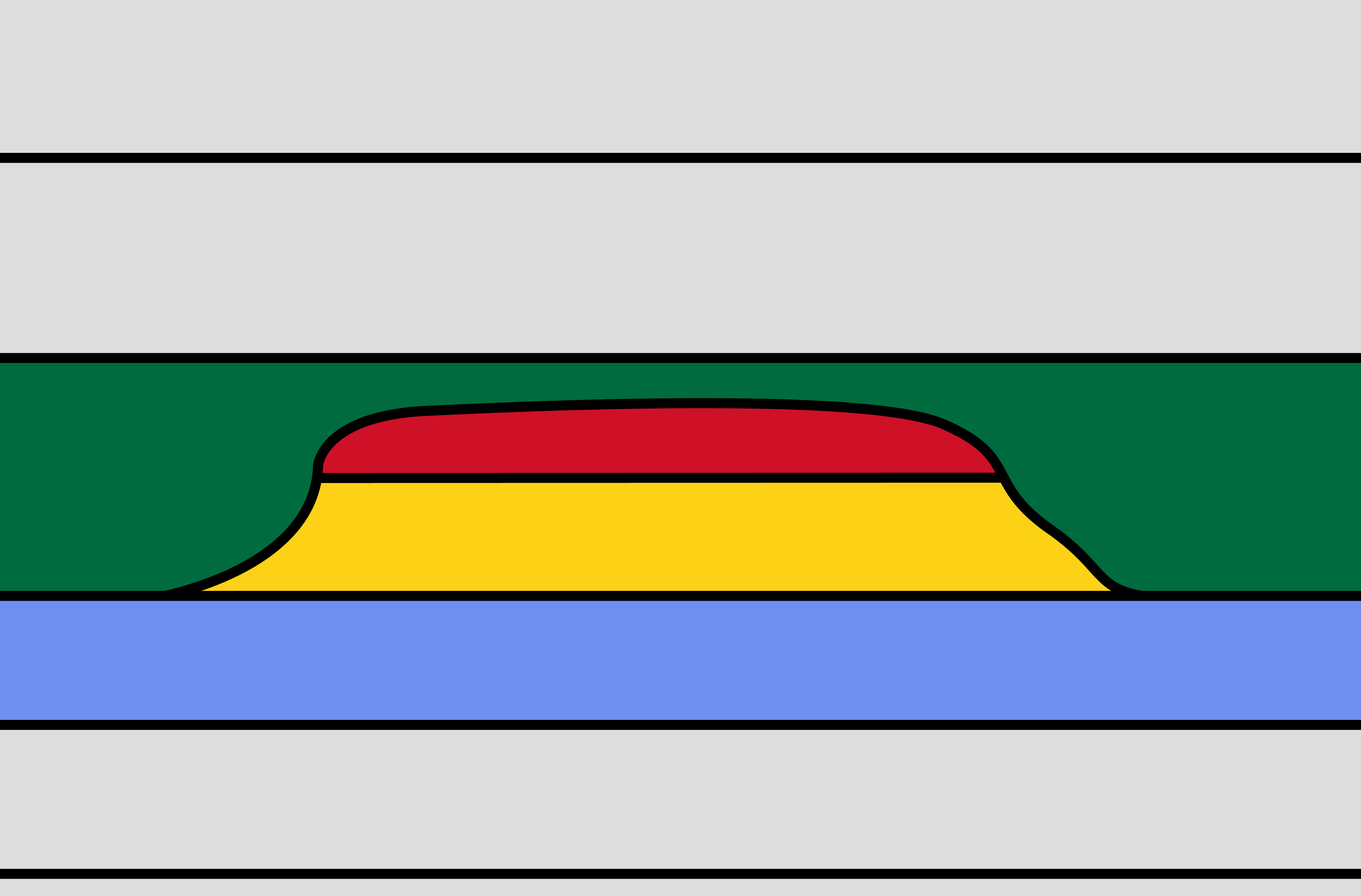
Địa tầng đỡ trong một hóa thạch rạn san hô (vàng) kín bởi đá bùn (xanh).
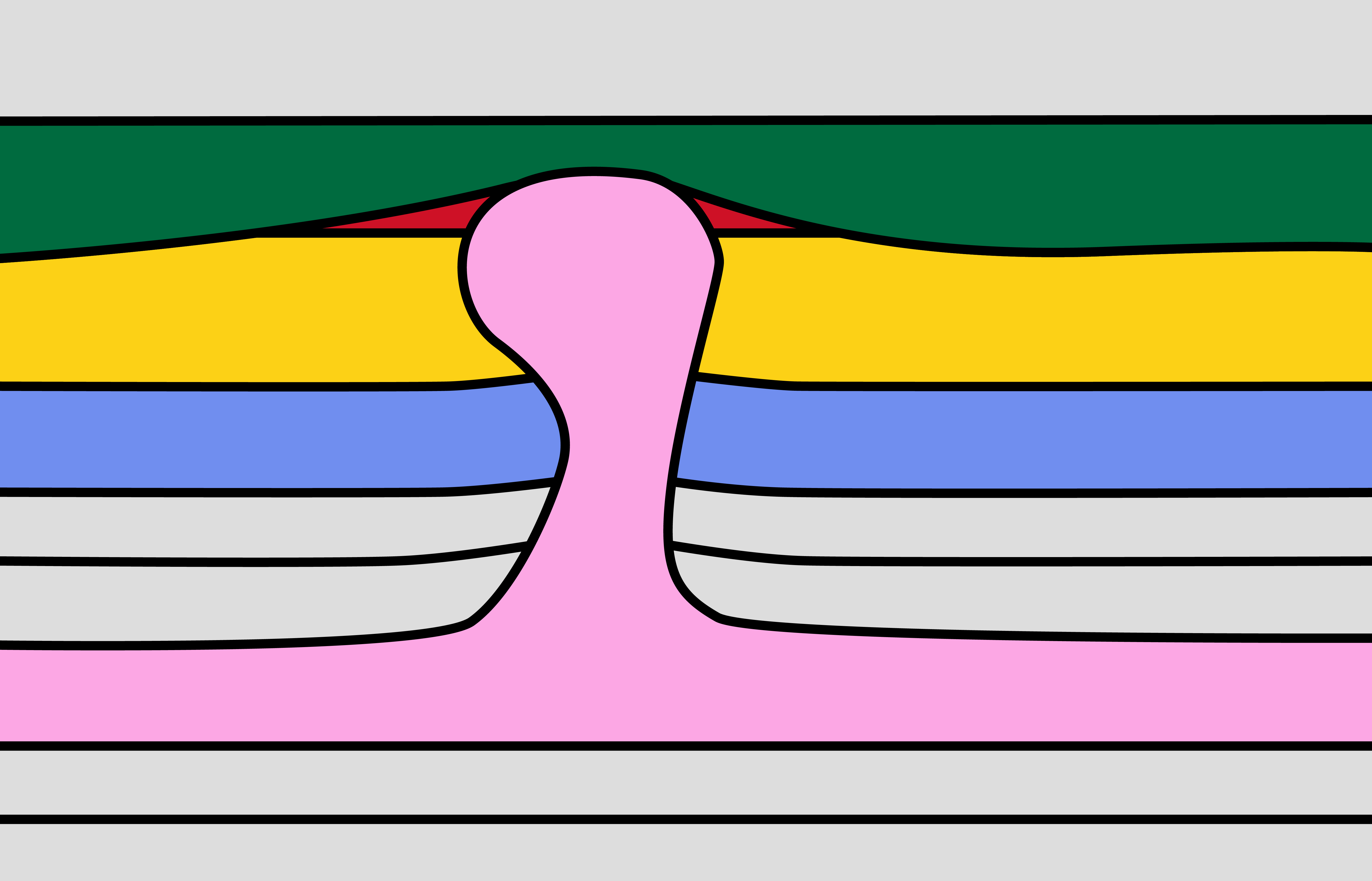
Địa tầng đỡ xung quanh một evaporite (hồng) muối mái vòm.

#### Bẫy thủy động lực
Bẫy thủy động lực thường rất ít phổ biến cũng như phát hiện trong hoạt động khái thác thăm dò. Chúng được gây ra bởi sự khác biệt về áp lực nước, có liên quan đến dòng nước, tạo ra độ nghiêng của tiếp xúc hydrocarbon và nước.

#### Đá chắn
Đá chắn là lớp đá nằm ở bên trên vỉa giúp giữ các hydrocarbon không thoát ra bên ngoài.

## Sản xuất
Để có thể xác định được thể tích của các vỉa chứa dầu, dùng thiết bị khoan khai thác vào lớp vỏ trái Đất là điều hết sức cần thiết. Mặc dù bề mặt dầu thấm tồn tại ở một vài nơi trê thế giới, như khu La Brea tar pits ở California và nhiều ở Đát.

## Cơ chế vận chuyển
Một vỉa chứa thuần có thể chịu áp lực đủ lớn để đẩy các hydrocarbon lên trên bề mặt. Khi chất lỏng được hình thành, áp lực thông thường sẽ giảm xuống và sự hình thành từ từ dừng lại. Vỉa chứa có thể đáp ứng bằng việc rút chất lỏng theo xu hướng duy trì áp suất. Sử dụng phương pháp vận chuyển nhân tạo có thể là điều cần thiết.